# Manila Major
Manila Major 2016 var en Dota 2-turnering som anordnades i Manila mellan 3 och 12 juni 2016. Turneringen var den tredje Majorn i den professionella Dota 2-säsongen mellan 2015/2016. 16 lag deltog i turneringen, där åtta lag blev inbjudna och de andra åtta lagen kvala in genom turneringar i olika regioner. Vinnarna av Majorn var OG, som besegrade Team Liquid i en bäst av fem final, där OG vann 3–1.

## Lag
| Inbjudna - Team Secret - Evil Geniuses - Wings Gaming - OG - compLexity Gaming - Alliance - Natus Vincere - LGD Gaming - Fnatic - Vici Gaming Reborn - MVP Phoenix - Team Liquid | Kvalvinnare - Digital Chaos - Newbee - Team Empire - Mineski.Sports5 |

## Resultat
| Plats | Lag                            | Prispengar |
| 1     | OG                             | $1,000,000 |
| 2     | Team Liquid                    | $500,000   |
| 3     | Newbee                         | $315,000   |
| 4     | LGD Gaming                     | $255,000   |
| 5-6   | Fnatic                         | $202,500   |
| 5-6   | MVP Phoenix                    | $202,500   |
| 7-8   | Natus Vincere                  | $105,000   |
| 7-8   | VG.Reborn                      | $105,000   |
| 9-12  | compLexity Gaming & Alliance   | $45,000    |
| 9-12  | Digital Chaos & Team Empire    | $45,000    |
| 13-16 | Wings Gaming & Mineski.Sports5 | $30,000    |
| 13-16 | Evil Geniuses & Team Secret    | $30,000    |